# Neufchâtel-en-Bray
Neufchâtel-en-Bray é uma comuna francesa na região administrativa da Normandia, no departamento de Sena Marítimo. Estende-se por uma área de 11,02 km². Em 2010 a comuna tinha 4 920 habitantes (densidade: 446,5 hab./km²).